# Esther Horvathová

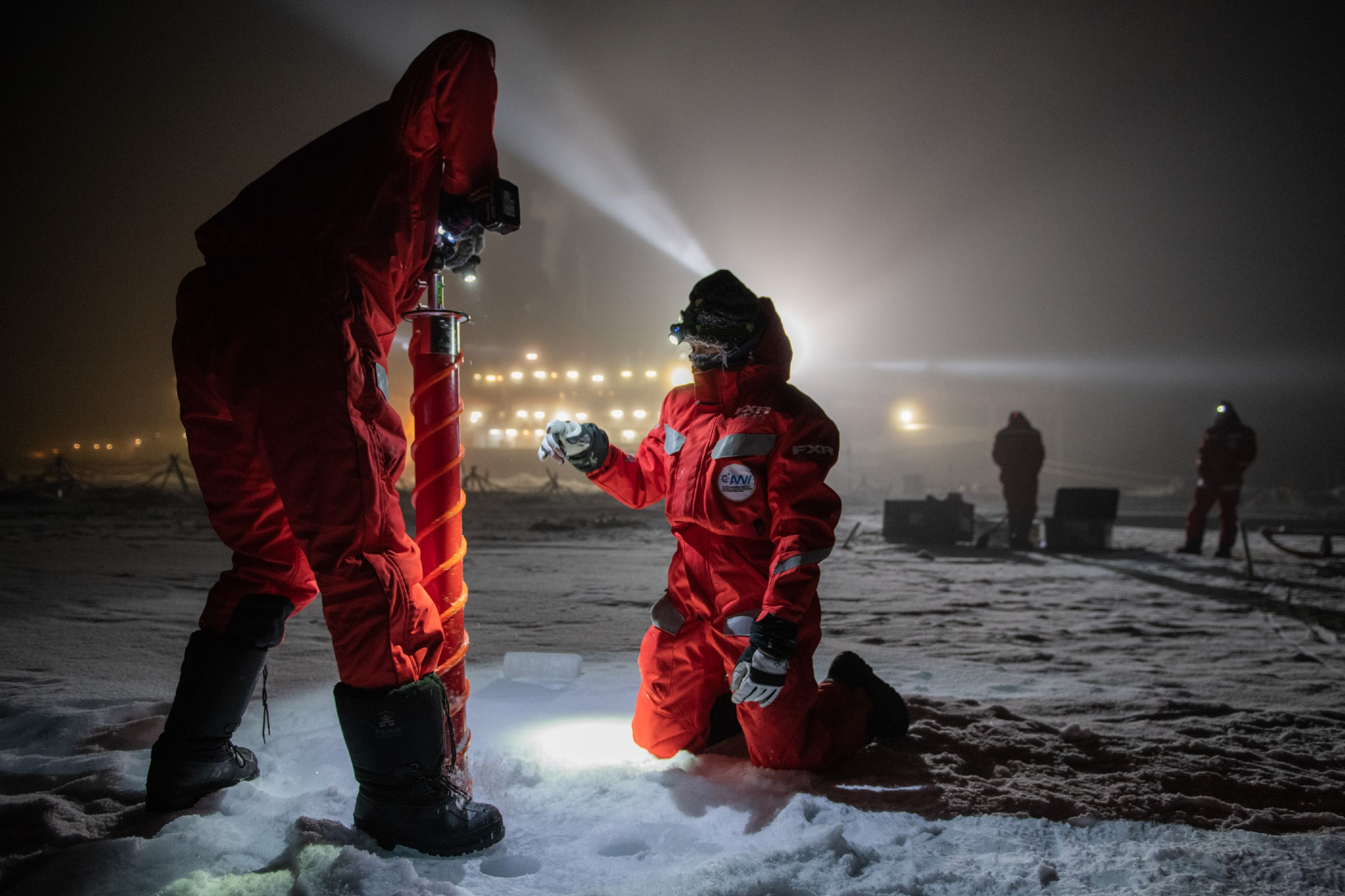
Esther Horvathová: Expedice Mosaic, prosinec 2019

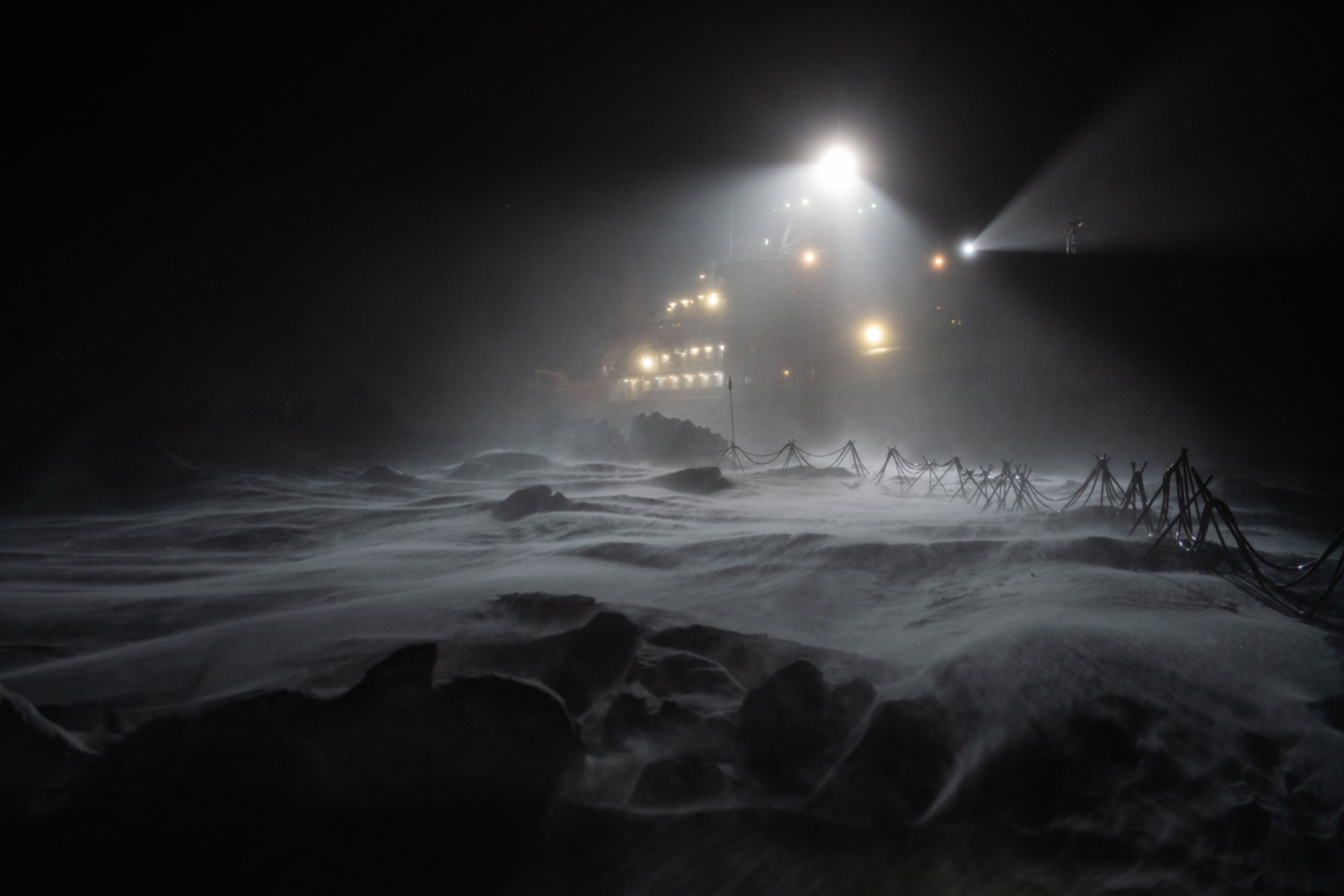
Esther Horvathová: Expedice Multidisciplinary drifting Observatory for the Study of Arctic Climate (MOSAiC) bude významným příspěvkem k vědě o arktickém klimatu. V čele Institutu Alfreda Wegenera, Helmholtzova centra pro polární a mořský výzkum (AWI) jde o největší polární expedici všech dob. Zahrnuje německý výzkumný ledoborec Polarstern, který strávil rok uvězněný v mořském ledu, aby vědci z celého světa mohli studovat Arktidu jako epicentrum globálního oteplování a získat základní poznatky, které jsou klíčové pro lepší pochopení globální změny klimatu – a ESA přispívá s řadou experimentů. Během polární zimy jsou výzkumníci vystaveni teplotám až –45 °C a věčné tmě. 2019.

Esther Horvathová (nepřechýleně Esther Horvath; * 1979 Šoproň, Maďarsko) je maďarská fotografka a editorka fotografií.

## Životopis
Horvathová strávila dětství a mládí v Maďarsku. Původně tam studovala ekonomii. Její přítel jí dal v roce 2004 k 25. narozeninám fotoaparát a pak začala fotografovat. V letech 2005 až 2007 navštěvovala Školu digitální a analogové fotografie v Budapešti.
Své první mezinárodní fotografické soutěže se zúčastnila v roce 2005 a získala zvláštní cenu za nejlepší sérii. Následovala další účast na mezinárodních fotosoutěžích. Od roku 2007 pořádala výstavy na témata „Čína“, „Emoční světy jižní Asie“ a „Indie“ v Rakousku, Maďarsku, na Slovensku a v České republice. V roce 2010 obdržela cenu AFIAB od Mezinárodní fotografické federace umění (FIAB).
Horvathová poté odjela do New Yorku, kde pokračovala ve svém studiu v Mezinárodním centru fotografie. Zde byla dvakrát uznána jako Photo Artist Mezinárodní asociace fotografických umění a v roce 2013 získala stipendium George a Joyce Mossových za dokumentární fotografii. Její fotografie se objevily v National Geographic, Audubon Magazine, Stern, The New York Times, The Wall Street Journal, The Washington Post a Time.
V roce 2015 se Horvathová zúčastnila arktické expedice na palubě ledoborce Pobřežní stráže Spojených států amerických Healy. Tato společnost se jí zalíbila natolik, že přešla do Institutu Alfreda Wegenera (AWI) v Bremerhavenu jako vědecká fotografka a editorka fotografií.
V AWI Horvathová pracuje v redakčním týmu deníku AWI. V roce 2018 navštívila stanici Nord na severním pobřeží Grónska. V roce 2019 byla na Neumayerově stanici III v Antarktidě. Na podzim 2019 se zúčastnila expedice MOSAiC s cílem dodávat obsah pro Bertelsmann Content Alliance. Institut Alfreda Wegenera uzavřel s Bertelsmannem exkluzivní smlouvu, která zahrnovala veškerý obrazový a zvukový materiál z expedice. Horvathová dodala pro časopisy G+J Geo, PM a Stern (Bertelsmann) a také exkluzivní záběry pro knihy nakladatelství Random House (Bertelsmann).
Cílem Horvathové je svými fotografiemi zdokumentovat změnu klimatu v Arktidě a Antarktidě. Svými fotografiemi se snaží vyprávět příběhy o životě vědců v těchto regionech.

## Ocenění
Ester Horvathová získala cenu World Press Photo Award za nejlepší novinářskou fotografii roku 2020 v kategorii životního prostředí. Na snímku byli lední medvědi poblíž Polarsternu během expedice MOSAiC.

## Publikace (výběr)

### Knihy
- Expedition Arktis: Die größte Forschungsreise aller Zeiten, spoluautoři: Sebastian Grote, Katharina Weiss-Tuider, Markus Rex, Prestel Verlag, 2020, ISBN 978-3-7913-8669-0
- ARCTIC DRIFT, PRESTEL ART, 2020, ISBN 978-3-7913-8670-6
- Rescue Battalion in Pompiers de New York, Paříž, 2014
- Rescue Battalion in New York Edited, Ostkreuzschule für Fotografie in Berlin, 2013
- Hungarian Embassy in Vienna. Study of History of Art, 2012
- Life with Love, novum pro, 2010, ISBN 978-3-99003-283-1

### Články
- Ice Surveys and Neckties at Dinner. Here's Life at an Arctic Outpost zusammen mit Henry Fountain, in The New York Times, 21. září 2018[12]
- Want to grow plants in space? Go to the coldest place on Earth zusammen mit Catherine Zuckerman, in National Geographic, 15. března 2019[13]